# Francouzský právní systém v období Francouzské revoluce

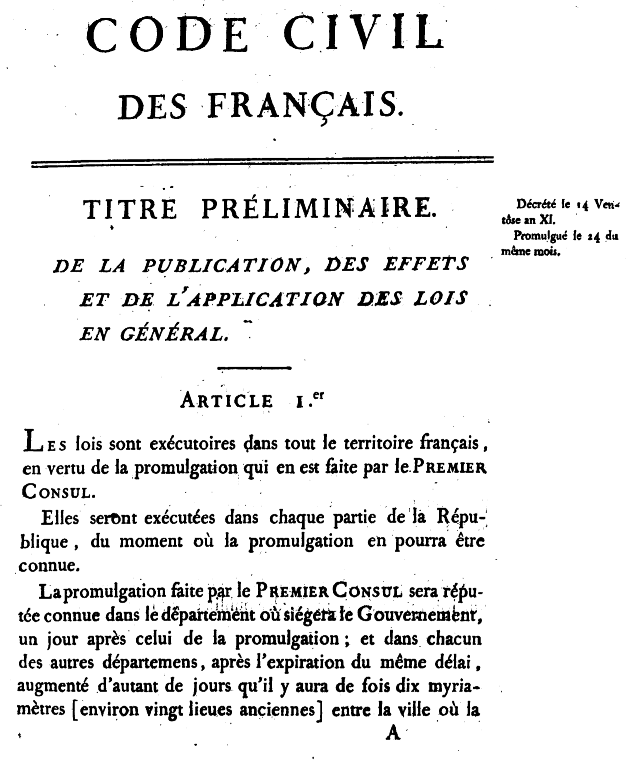
Code civil z roku 1804

Francouzský právní systém v období Francouzské revoluce (1789–1815) představují právní normy, právní instituty a právní odvětví spojené a uspořádané podle pravidel do systému. Vychází z kontinentálního právního systému a tvoří jej právo psané a výlučné, které je výsledkem zákonodárné činnosti orgánů státu k tomu určených.
Aby se francouzský právní systém definoval a odlišil od ostatních subsystémů kontinentálního právního systému, byla nutná revoluce, protože v ní se spojila snaha lidu vymanit se zpod nadvlády feudalismu s myšlenkami osvícenské filosofie. Tyto faktory ovlivnily francouzský právní systém, jehož vývoj v rámci novověku vyvrcholil právě v letech 1789–1815. Proto lze právní systém v období Francouzské revoluce 1789–1815 charakterizovat jako právní systém revoluční, měnící a vyvíjející se, který se měnil v závislosti na sociální, ekonomické, mocenské a zemědělské situaci v zemi. 
Jeden ze směrodatných momentů pro francouzský právní systém v období Francouzské revoluce 1789–1815 přišel, když se třetí stav prohlásil za Ústavodárné národní shromáždění a za cíl si stanovil přijmout ústavu. Ještě před ní však Ústavodárné národní shromáždění přijalo mnohé významné dokumenty, které byly důležité v dalším vývoji právního řádu Francie, především srpnové dekrety a Deklaraci práv člověka a občana, kterými se de iure zrušil feudalismus. Po zrušení privilegií a deklarování rovnosti revoluční francouzské zákonodárství začalo klást velký důraz na individuální práva a rovnost mezi občany. Z toho důvodu se změnilo i pojetí některých institutů soukromého práva, například vlastnictví, manželství a dědického práva. 
Revoluční roky postupně přinášely změny – politické změny, změny formy státu, změny práva jak soukromého tak i veřejného. Následně změny v rámci složení a rozložení faktické zákonodárné a politické moci v jednotlivých etapách revoluce měly za následek i změny obsahu dokumentů, respektive měnil se rozsah práv přiznaných v dokumentech pro potřeby dané etapy revoluce, ale základní principy v rámci právního systému se zachovávaly.
Definitivním momentem, ve kterém se odlišil francouzský právní systém od ostatních subsystémů kontinentálního systému práva, byl začátek vlády císaře Napoleona Bonaparta. Celé období, během kterého ve Francii působily volené zákonodárné orgány, neexistoval reálný prostor a dostatečná vůle všech zúčastněných stran na krok k tvorbě jednotných a ucelených zákoníků soukromého práva. Příchodem císaře, který již jako konzul de facto disponoval absolutní mocí nad zemí a právem, se otevřela cesta k dotvoření francouzského právního systému. Kodifikace ze soukromoprávní oblasti právního systému, kterými byly Code Civil, „Code de procedure civil“ a „Code de commerce“, představovaly syntézu právních norem antického Říma, na základě kterých vystavěl Napoleon zákoníky obsahující jak normy předrevoluční Francie, tak i normy, které byly přijaty během revoluce. 
Celá revoluce měla několik významných přínosů pro svět, společnost a samozřejmě pro právo. Z právního hlediska francouzská expanze v průběhu novověku otevřela prostor pro šíření kodexů revoluční Francie do celého světa a tím i rozšíření francouzského právního systému, který dostal podobu právě během revolučních událostí v letech 1789–1815. Díky Napoleonovi a jeho vojenským aktivitám se hlavně Code civil rozšířil v Evropě a více či méně ovlivnil země, které byly Francii podrobeny. 

## Charakteristika francouzského práva v období před rokem 1789
V rámci charakteristiky předrevolučního práva Francie se lze soustředit na charakterizaci pramenů práva materiálních i formálních. Materiální prameny práva se v teorii označují i jako prameny tvorby práva a jde v podstatě o politické, ekonomické, sociální a jiné podmínky ve společnosti, které se následně přenesou do formálních pramenů práva, tedy normativních právních aktů, které jsou výsledkem legislativní činnosti příslušných orgánů. Francouzská monarchie se v roce před vypuknutím revoluce – roku 1788 – ocitla ve velmi vážné a zjevné krizi, která se projevila v několika společenských oblastech, ale hlavně v oblasti ekonomické. Její nástup naznačovaly již několik let přetrvávající výkyvy v ekonomice, i nepokoje ve společnosti, zejména mezi vzdělanci. Nestabilní stav v oblasti zemědělství završilo velké sucho v roce 1785. Tato nepříznivá situace pouze posílila dopady recese projevující se již od roku 1770. Nepokoje se však nešířily pouze mezi rolníky, ale k nim se přidaly i projevy nepokojů v průmyslu, což bylo částečně důsledkem a částečně důvodem francouzsko-anglické obchodní smlouvy. 
V roce 1786 situace úplného úpadku také znovu přinesla zvýšení cen, což mělo za následek bankroty a další problémy. Francie se přes špatné vnitřní finanční situaci zapojila do americké války o nezávislost. Ministr financí Jacques Necker byl nucen financovat konflikt půjčkami, které měly negativní dopad na již tak zatížený a vyčerpaný státní rozpočet. V popsané hospodářské situaci nastalo přeskupení politických sil. Představitelé šlechty chtěli využít nepříznivý stav na zlepšení svého postavení, které bylo omezováno absolutismem. Základem odporu se stalo shromáždění Generálních stavů, které odmítlo přijetí daňových ediktů dalšího ministra financí Loménieho de Brienna. Tehdejší král Ludvík XVI. byl v důsledku špatného stavu v zemi přinucen svolat Generální stavy. 1. ledna 1789 jejich svolání oznámil Jacques Necker. Třetímu stavu byl přiznán dvojnásobný počet zástupců. O způsobu hlasování, zejména o tom, zda se bude hlasovat podle počtu zástupců, již však nebylo řečeno nic. V období před vypuknutím revoluce se ve Francii používaly z formálních pramenů práva přežitky středověku a to ordonance, které „obsahují nejdůležitější předpisy obecního významu či celých právních odvětví zpravidla pro území celého království“, edikty, „které mají omezenější rozsah, ať už z hlediska obsahu nebo z hlediska teritoriálního“ a deklarace, „které v zásadě slouží na výklad, dodatečné upřesnění či doplnění ordonancí a ediktů“. Nejdůležitějšími akty pro formování soukromého práva však byly ordonance.
Z těch nejvýznamnějších lze zmínit zejména „Ordonanci Karla VII.“ z 15. století, kterou se pokusil o unifikaci obyčejového práva a tímto způsobem i o zpřehlednění práva a snížení nákladů na vedení soudních procesů. Další z hlediska vývoje francouzského soukromého práva významný krok udělal během své vlády „král Slunce“ Ludvík XIV., když v roce 1667 vydal Ordonanci o občanském soudním řízení, známou také pod názvem Code Louis. Jejím účelem a cílem bylo překonat dosavadní nejednotnost, nepřehlednost a chaotičnost občanského soudního řízení způsobenou tím, „že ordonance, vydávané králi, našimi předchůdci, aby zkrátili soudní řízení, byly zanedbávány nebo měněny časem a zlovůlí“. Tvořilo ji 500 článků rozdělených na 35 titulů a platila s menšími změnami až do vypuknutí Francouzské revoluce v roce 1789, dokonce až do roku 1807. Kromě Ordonance o občanském soudním řízení patří mezi významné legislativní akty Ludvíka XIV. i „Ordonnance sur le commerce (Obchodní zákoník)“, která se pokládá za základ moderních kodifikací obchodního práva.
Ke konci předrevolučního starého režimu, tzv. „ancien régime“, se již formovalo národní francouzské právo, jednotně platné na celém území státu, vycházející z různých zdrojů, zejména z právních obyčejů, římského práva, kanonického práva, královských ordonancí a usnesení parlamentů. Jeho formování znamenalo také odstranění starého francouzského lokálního pluralismu, který se týkal tak právních i politických institucí a projevil se i v ostatních oblastech života společnosti. Právo jednotlivých provincií se lišilo svým obsahem a každá provincie měla své vlastní agrární zvyky, slavnosti, pobožnosti, vlastní míry a váhy, kulinářství, způsob oblékání a zpravidla i svůj dialekt. V 18. století však postupně sílila zejména v osvícenských kruzích snaha přinést namísto této různorodosti jednotné, přehledné a spravedlivé právo nově vytvořené „zdravým rozumem“, opírající se o vědecké poznání společnosti.

## Zrušení francouzského feudálního práva
V květnu 1789 se po 175 letech na svolání Ludvíka XVI. sešly generální stavy za účelem vyřešení hospodářské krize. Přestože počtem zástupců měli příslušníci třetího stavu, kteří tvořili rolníci a měšťané včetně řemeslníků a žebráků, v parlamentu většinu, způsob hlasování zůstal nezměněn, čili se zachovala nerovnost hlasů – každý stav měl jeden hlas bez ohledu na počet příslušníků stavu. Po neúspěšných snahách to změnit, se třetí stav 17. června 1789 prohlásil za Ústavodárné národní shromáždění a přísahal, že se nerozejde, dokud nepřijme ústavu.  
Mezi první významné akty přijaté ústavodárného národním shromážděním patří Srpnové dekrety a Deklarace práv člověka a občana. Tyto dokumenty měly velký význam pro další vývoj a formování právního systému ve Francii a to i z toho důvodu, že zrušením výsad zrušily starý právní řád založený na principech feudalismu. Tak vznikla potřeba nahradit zrušený právní řád novou a jednotnou právní regulací – úpravou. Tuto skutečnost potvrdilo Ústavodárné národní shromáždění tím, že do textu první ústavy, kterou přijalo až v roce 1791 zařadilo ustanovení: „bude vypracován zákoník občanských zákonů společných pro celé království.“ Rovněž se předpokládalo vypracování souboru zákonů, které by obsáhly všechny právní normy. Mělo jít buď o jeden vše obsahující zákoník nebo o několik zákonů – jeden samostatný pro každé právní odvětví. Veškeré právo mělo být obsaženo pouze v zákonech a v jiných pramenech. Nemělo jít přitom pouze o uspořádání dosud platných předpisů, právní kompilaci, ale revoluční zákonodárný sbor se snažil vytvořit nové právo, které by bylo přehledné, vyčerpávající, spravedlivé a hlavně pro všechny rovné. Ve skutečnosti až po několika neúspěšných pokusech se podařilo tyto úmysly naplnit a přijmout zákoníky během vlády Napoleona I. v letech 1804–1810.

### Srpnové dekrety
Za začátek Francouzské revoluce se pokládá den 14. červenec 1789, ve kterém pařížský lid zaútočil na Bastilu – symbol absolutistické moci panovníka. Nepokoje se z Paříže přenesly na francouzský venkov, zejména do východní a jihovýchodní části Francie. Poddaní venkované se bouřili proti příslušníkům šlechty – útočili na jejich sídla, rabovali je, zapalovali šlechtické archivy a ničili listiny, které byly právním titulem na vybírání feudálních dávek. Ústavodárné národní shromáždění tak bylo nuceno řešit otázku, jak utišit rozmáhající se lidové nepokoje zvané Grande Peur. Při hledání způsobu byl podán mimo jiné návrh, aby se vrchnost dobrovolně vzdala svých privilegií. Překvapivě našel tento návrh mezi zástupci stavů zastánce, kteří ho příznivě přijali a následně během dlouhého zasedání v noci ze 4. na 5. srpna 1789 byly schváleny tzv. Srpnové dekrety, kterými Ústavodárné národní shromáždění reagovalo na vypuknutí revoluce a na její důsledky. Přímo v prvním článku „Augustových dekretů“ se rušily všechny feudální výsady, šlechtická privilegia a robota.

### Deklarace práv člověka a občana
Podle ústavy přijaté "ústavodárného národním shromážděním" v roce 1791, „Nejvyšší autoritu ve Francii má zákon. Král vládne pouze jeho prostřednictvím a jedině ve jménu zákona může vyžadovat poslušnost.“ Z toho vyplývá, že zákon se ztotožnil s nejvyšší mocí. Přesto Ústavodárné národní shromáždění považovalo za nutné omezit vůli všech následujících ústavodárců a zákonodárců a to tím, že by garantovalo základní a přirozené lidská práva. Udělalo tak slavnostním přijetím textu Deklarace práv člověka a občana (Declaration des droits de l'homme et du citoyen), a to dne 26. srpna 1789, tedy ještě před přijetím samotné ústavy. Význam deklarace však nespočíval pouze v omezení moci tvůrců právních norem. Jejím cílem bylo deklarovat již existující lidské a nezcizitelné práva člověka a tím upřesnit hranice, které stát nesmí v žádném případě překročit.

## Soukromé právo během revoluce
Po zrušení privilegií a deklarování rovnosti revoluční francouzské zákonodárství začalo klást velký důraz na individuální práva a rovnost mezi občany. Z toho důvodu se změnilo i pojetí některých institutů soukromého práva.

### Institut manželství a dědické právo
Revoluce přinesla i změněn pohled na rodinné právo, zejména pohled na manželství. Francouzské osvícenství se lišilo, například ve srovnání s osvícenstvím německým, v tom, že mělo proticírkevní charakter. Jedním z cílů revoluce bylo zlomit moc církve a následně převést její rozsáhlý majetek na občanský stát. "Jako každá změna moci v dějinách státu byla také tato v podstatě vyvlastněním dosud vládnoucích struktur." "Církev byla nucena vzdát se majetku a vlivu, který jí tento majetek zajišťoval, mniši a jeptišky byli i proti své vůli zbaveni řeholních slibů na základě zákonného aktu a na kněze se vyvíjel nátlak přísahat na nový stát." Institut manželství v předrevolučním období upravovalo výlučně právo katolické církve – kanonické právo, protože církev se považovala za ochránkyni manželství a rodiny. Církev tak byla oprávněna jednat záležitostech manželství, ve věcech kontroly nad uzavíráním manželství, vedení matrik, účasti při výchově dětí i v záležitostech odluky od stolu a lože v případě ztroskotání manželství. Aby se dosáhlo záměr zlomit tuto moc církve, musela se přenést příslušnost ve věcech manželství a rodiny a v souvisejících věcech vedení matriky z orgánů církve na orgány státu. Cílem bylo, aby se manželství a rodina staly státoprávními, ne církevními institucemi, čili manželství se začalo chápat jako obyčejný občanskoprávní kontrakt. Tak to stanovila i první Ústava z roku 1791 (II, 7): "Zákon se dívá na manželství jako na čistě občanskou smlouvu. Zákonodárná moc určí pro všechny občany bez rozdílu způsob, jakým mají zjišťovat narození, svatby a úmrtí. Ustanoví veřejné úředníky, kteří budou shromažďovat a opatrovat listiny". V duchu těchto myšlenek se vydal dekret o evidováni aktů osobního stavu, který navazoval na předrevoluční zákonodárství pečující o pořádek v církevních matrikách. Tímto dekretem zavedlo obligatorně občanské sňatky a také občanské rozvody. Sňatek se musel konat před úředníkem na obecním úřadu za přítomnosti čtyř svědků.
S pojetím manželství z čistě občanskoprávního hlediska se spojilo i uvolňování překážek rozvodu, ačkoli otázka rozvodu byla vždy diskutabilní v rámci manželského práva. V revoluční situaci se chtěl stát osvobodit od jakýchkoliv zásahů a ovlivňování ze strany církve, právě proto se rozvod manželství značně uvolnil. "Pokud bylo manželství smlouvou a podléhalo privátní autonomii, pak jej bylo možné zrušit příslušnou rozvodovou smlouvou, prostřednictvím actus contrarius." Rozvod se tedy připouštěl, ale jen po splnění stanovených podmínek. V první řadě se vyžadoval souhlas obou manželů, druhou podmínku představoval neúspěšný pokus o smír před smírčím soudem tvořeným alespoň šesti příbuznými obou manželů. Až následně mohli manželé požadovat od příslušného matričního úřadu prohlášení jejich manželství za zrušené. V případě, že se nesplnil první podmínka, tedy o rozvod požádal pouze jeden z manželů, rozvod také přicházel v úvahu, čili právo již nebylo v této oblasti takové striktní.
Změny zásadního významu v rámci rodinného práva, které přinesla revoluce, se však postupně ukázaly jako ne zcela správné. Vyžadovalo se zlepšení výběru úředníků, kteří měli na starosti vedení aktů o osobním stavu, ale i zúžení původně poměrně širokého okruhu důvodů, pro které se povoloval rozvod. "Nebylo to slučitelné s představou občanství, že má lepší morálku, ani se zájmem státu na zabezpečení soukromých osob." Napoleonem přijatý Code civil sice stále bez výjimky zachovával obligatorní občanský sňatek, na druhé straně však do značné míry omezil rozvod. Omezení měla nejen zákonný, ale i morální charakter. Předrevoluční „ancien régime“ padl mimo jiné i z důvodu mravního poklesu ve společnosti. Zavedený nový řád potřeboval nabýt stabilitu a ta se dala dosáhnout požadavkem přísné morálky, zejména v otázkách manželství a majetku. 
Ve feudální Evropě patřila péče o morálku k veřejným záležitostem a do pravomoci státní církve. Jelikož postavení církve ve Francii bylo revolucí oslabené, musela se veřejná péče o morálku reorganizovat novými normami. "Dualismu státu a práva, společnosti a mravnosti odpovídalo, že morálka už nebyla právně sankcionována, a měla být spravována společností občanů." Překonání mravního úpadku a rozvoji společnosti měly napomoci manželství, rodina a povolání. Z toho všeho vyplývá, že ačkoli rozvod manželství byl zlegalizován, ten, kdo se rozvedl, musel snést sankci za porušení morálních norem a to znemožnění se ve společnosti.
Revoluce přinesla ve Francii i změny v rámci dědického práva, které představovalo oporu rodiny jako základní jednotky společnosti. V předrevolučním období ve smyslu právních obyčejů nebylo možné dělit pozůstalost, hlavně pozemky, mezi dědice rovným dílem v zájmu jejich celistvého zachování v rukou jednoho vlastníka. Při vytváření nové koncepce dědického práva se však dostaly do rozporu dva cíle revoluce – svoboda a rovnost. Na jedné straně se deklarovala svoboda a v rámci ní svoboda volně nakládat se svým majetkem a ochrana vlastnictví každého občana. Na straně druhé vystupovala snaha dosáhnout rovnosti, tedy i rovnost v majetkové sféře a dědické právo bylo prostředkem, jak se mohly velké šlechtické majetky rozbít a zabránit dalšímu koncentrování majetku v rukou pouze určité skupiny občanů, v rukou šlechty. Nakonec převládl požadavek rovnosti. V roce 1791 byl přijat dekret, který umožnil dělení pozůstalosti mezi potomky rovným dílem. Zrušilo se však právo občanů na svobodné sepsání závěti. Šlo ale pouze o přechodný stav, protože vývojem se brzy vrátilo k testamentům a k právu nakládat s částí dědictví, ke "quote disponible". 

### La Chapelierův zákon
Od roku 1789 narůstal počet stávek dělníků, kterými se dožadovali zlepšení svého postavení. K dosažení svých cílů si dokonce vytvořili odborový svaz a jakýsi druh vzájemného pojištění v nezaměstnanosti. V roce 1791 si dělníci národní manufaktury na gobelíny vynutili, aby ředitelství vydalo nový pracovní řád. Ústavodárné národní shromáždění bylo nuceno řešit tento problém narůstajících nepokojů mezi pracujícími a tak za účelem zastavení jejich zvýšené aktivity bez diskuse schválilo dne 14. června 1791 Le Chapelierův zákon, nazvaný podle jeho navrhovatele. Isaac René Guy Le Chapelier, také známý jako Jean Le Chapelier, byl francouzským právníkem a politikem revolučního období. I do tohoto zákona jako pramene pracovního práva, které se řadí mezi specifická odvětví soukromého práva, se promítlo zdůrazňování principů individualismu a liberalismu, které přinesla do francouzského zákonodárství revoluce.

### Dekret na ochranu vlastnictví
Dekret na ochranu vlastnictví (fr. Décret du 18 mars 1793, punissant quiconque proposerait une loi agraire), známý také jako Dekret ze dne 18. března 1793, kterým se trestá každý, kdo by navrhl agrární zákon byl dekret vydaný francouzským Národním konventem dne 18. března 1793.
Tento dekret zněl: "Konvent nařizuje trest smrti proti každému, kdo navrhne agrární nebo jiný zákon, rozvracející vlastnictví pozemkové, obchodní a průmyslové". V originálním francouzském znění zněla tato jediná věta dekretu: La Convention Nationale décrète la peine de mort contre quiconque proposera une loi agraire, ou toute autre subversive des propriétés territoriales, commerciales et industrielles.

### Zákonodárství jakobínského Konventu
„Po vyhnání vůdců Girondy ovládli Konvent jakobíni, čili se začala další etapa francouzské revoluce – období jakobínského Konventu a tzv. Hrůzovlády. Šlo o diktaturu lidu, neboť v něm vládl lid a ne buržoazie“. Totiž, v období, kdy se dostali jakobíni k moci, byla revoluční Francie napadena zevnitř i zvenčí. Aby jakobíni potlačili kontrarevoluci, která destabilizovala zemi zevnitř, museli se opřít o lid. Z toho důvodu Konvent ovládaný jakobíny přijal několik významných demokratických opatření. Například, vydal tři zákony v sociální oblasti a to zákon o způsobu prodeje majetku emigrantů, zákon o rozdělení obecních pozemků a již zmíněný zákon, který zrušil bez náhrady všechny feudální povinnosti, čili i ty, které se podle srpnových dekretů mohly vykoupit, čímž se zrušily také poslední pozůstatky feudalismu.
Jakobínský konvent dne 24. června 1793 schválil i novou ústavu, což byla již třetí ústava přijatá od začátku Francouzské revoluce. Ústava byla demokratická – obsahovala Deklaraci práv člověka a občana, upravovala:
- Právo na práci
- Vzdělání
- Sociální podporu
- Právo vzpoury
- Volební právo, v rámci kterého se upravily podmínky výkonu práv přiznaných občanům.

Jakobínské ústava v části s názvem „O záruce práv“ v článku 122 zajistila základní práva:
- Svoboda
- Bezpečnost
- Vlastnictví.

## Kodifikace soukromého práva
Hned v prvních letech revoluce si zákonodárný orgán stanovil cíl vytvořit zcela novou a ucelenou kodifikaci občanského práva. Potvrzuje to i ustanovení Ústavy z roku 1791: Bude vypracován zákoník občanských zákonů společných celému království. Šlo však jen o formální příslib, protože žádnému z revolučních zákonodárců se nepodařilo tento cíl završit, podařilo se jim jen přizpůsobit občanské právo novým principům, které francouzská revoluce přinesla. Jeden z důvodů jejich neúspěchu představovala skutečnost, že revoluce sice na jedné straně přinesla nové právní principy a myšlenky, na straně druhé však způsobila nepořádek v právu, protože bylo složité udržet si přehled v tom, které z feudálních právních norem se zrušily, které se ponechaly v platnosti, které se změnily, případně znovu zrušily a které právní normy byly přijaty. Čili potřeba nového uspořádání práva byla nezbytná, ale Konvent a Direktorium se nedostaly dál než k sepisování návrhů.
Myšlenku kodifikovat občanské právo přijal za svou i Napoleon Bonaparte, který se stal v roce 1804 francouzským císařem. Napoleon však plánoval vypracovat zákoník, který by byl společný pro celou Evropu a který měl šířit po celém světě slávu velkého národa a jeho revoluce. Podle římského vzoru totiž chtěl vstoupit do dějin nejen jako vítězný vůdce a císař, ale také jako velký zákonodárce (podle Justiniánova vzoru), což od samého počátku vyloučilo, že půjde pouze o obyčejnou právní reformu. Napoleonovi se nakonec podařilo zrealizovat dlouhodobý kodifikace záměr a tak v roce 1804 byl vydán Code civil (občanský zákoník) jako nejpotřebnější a současně nejnáročnější legislativní akt. Tímto zákoníkem kodifikoval Napoleon občanské právo vytvořené během revoluce spolu s použitím předrevoluční právní zkušenosti. Code civil však nebyl jeho jedinou kodifikací. Napoleonovi se podařilo vytvořit nový buržoazní právní řád, který sestával celkem z pěti kodifikací: občanského práva, obchodního práva, trestního práva, občanského práva procesního a trestního práva procesního.

### Občanský soudní řád
V roce 1806 byl vydán Code de Procédure civile, zákon o občanském soudním řízení. Vycházel ze starších, ještě předrevoluční feudálních právních předpisů, zejména ze zmiňované ordonance Ludvíka XIV. z roku 1667.  
Podle tohoto občanského soudního řádu se řízení před soudem vyznačovalo formálností a zároveň složitostí, ale ve srovnání s feudálními předpisy se zjednodušila organizace soudnictví. 
Soudní proces se zakládal na zásadě veřejnosti a ústnosti. Ve většině případů řízení musel být povinně účasten i advokát, což však pouze zvyšovalo náklady řízení a spolu s těžkopádností procesu to způsobovalo, že nemajetní občané měli omezené možnosti domáhat se soudní ochrany.
V první instanci rozhodoval smírčí soudce jako nejnižší soudní orgán nebo občanský tribunál. Smírčí soudce projednával rozhodoval v drobných občanských a trestních věcech a tribunál byl příslušný pro závažnější občanskoprávní záležitosti. Druhoinstančným soudním orgánům byl apelační soud (Cour d'appel), přičemž do územního obvodu jednoho apelačního soudu patřilo několik departementů jako jednotek státní správy. V nejvyšší instanci rozhodoval kasační soud (Cour de cassation) místně příslušný pro celou zemi, který zkoumal jednotlivé případy pouze z hlediska porušení zákona. Pokud přišel k závěru, že zákon byl porušen, nevynesl nové rozhodnutí, pouze zrušil rozhodnutí nižšího soudu a vrátil mu věc k novému projednání.

### Obchodní zákoník
Římský právník Ulpianus rozdělil právo na soukromé a veřejné. Tento dualismus práva se přenesl i do soukromoprávní roviny, když se v rámci soukromého práva rozlišoval občanské a obchodní právo. Občanské právo se přitom v právní teorii považuje za obecné soukromé právo, upravuje vztahy mezi jednotlivci, bez ohledu na jejich příslušnost ke skupinám obyvatelstva. Obchodní právo, na rozdíl od toho, je zvláštním soukromoprávní odvětvím a upravuje právní vztahy pouze mezi příslušníky určité skupiny, mezi obchodníky. Popsaný dualismus v soukromém právu se projevil i v zákonodárství Francie během Prvního císařství, když 29. srpna 1807 byl vydán „Code de comerce“, obchodní zákoník.
Napoleonův obchodní zákoník vycházel z právních předpisů přijatých v předrevolučním období, především z ordonance z roku 1673 týkající se obchodu a z ordonance upravující obchodní mořeplavbu z roku 1681. Nedosáhl však takového významu jako Code civil, protože v oblasti obchodu se na právní vztahy uplatňovaly různé zvyklosti a obyčeje.
Z hlediska systematiky tvořily obchodní zákoník čtyři knihy:
1. Pravidla o obchodnících, o burzách, o zprostředkovatelích a směnkách,
2. Právní úprava námořního obchodu
3. ustanovení o insolventnosti
4. Procesní pravidla o obchodním soudním řízení.

Vztah Code civil a „Code de commerce“ lze vyjádřit zásadou subsidiarity. Obchodní zákoník pouze doplňoval občanský zákoník, neboť obecná úprava obsažená v občanském zákoníku se mohla použít i na společenskoprávní úkony. Zatímco občanský zákoník upravoval obecné soukromoprávní instituty, obchodní zákoník se soustředil pouze na zvláštní společenskoprávní instituty. V případě, že tato zvláštní právní úprava chyběla, aplikovalo se na daný právní vztah ustanovení občanského práva.

## Význam revolučních změn
Nejdůležitějším a nejlepším následkem francouzské revoluce je skutečnost, že uzákonila společenskou rovnost, která se v 18. století pouze pomalu dostávala do obecného povědomí. Feudalismus byl odsouzen již od stoleté války. Jakmile byly vytvořeny pevné národní monarchie schopny zajistit správu a veřejnou bezpečnost velkých států, nemohla už feudální šlechta plnit svou úlohu. Dlouho si však ze setrvačnosti zachovala získaná privilegia a vznešenost. Monarchie, které se původně opíraly o privilegované, vždy váhaly vyhlásit úplnou rovnost s ostatními třídami. Když nebyl nalezen skutečný král reformátor, byla nutná léčba šokem. Revoluce smetla privilegia během několika dnů. I restaurována monarchie si troufla zasahovat jen s nejvyšší opatrností. "Vliv revoluce začal postupně zasahovat celou planetu a je možné právem konstatovat dobytí Bastily za nejdůležitější událost v dějinách Anglie."
Revoluci lze rovněž přičíst k dobru sekularizaci evropské společnosti. Katolická církev stejně jako šlechta prokazovala státu velmi významné služby; na rozdíl od šlechty jejich prokazována stále. Francouzská revoluce připravila laicizaci státu, svobodu vyznání, emancipaci Židů, zrušení církevních soudů.
Dalším důležitým důsledkem revoluce bylo dokončení sjednocení Francie. Království tvořily provincie, které byly ke koruně připojeny v různých dobách. Byly rozdílně zdaňovány, řídily se odlišnými zákony a zvyklostmi, byly od sebe odděleny celnicemi. Francie nebyla státem, bylo to spojení několika států ležících vedle sebe, aniž by je cokoli spojovalo. Revoluce rozbila všechny tyto státečky a vytvořila z nich nový stát. Nebylo už Bretaně, Normandie, Burgundska, byla zde Francie. Stát s více než třiceti milióny obyvatel uzavřených v přírodních hranicích, složený z jedné třídy občanů, kterým vládne jediný zákon, jediný předpis, jediný řád.
Pokud se podíváme na období Francouzské revoluce a zaměříme se na právní systém Francie, uvidíme etapu významných změn. Po tom, jak století ve Francii vládli králové prostřednictvím ordonancí a šlechta více či méně, v závislosti na období, vykonávala svou moc nad jednotlivými částmi říše, poté, co se celá staletí většina vztahů spravovala nepsaným, podle zvyklostí odpovídá, poté, co osvícenský absolutismus jednoho panovníka opadl a šlechta se chystala na svou pomstu, buržoazie povstávala a i rolníci a prostí lidé už měli pocit, že mohou něco změnit, přicházela etapa Francouzské revoluce. V zemi hospodářsky zničené, v níž vládl slabý panovník, dochází ke snaze lidu o změnu celého politického, hospodářského, ekonomického systému. A tak jako vždy a všude jinde v lidských dějinách, tam, kde se udály změny tzv. materiálních pramenů práva, dochází i ke změnám v právu, což je reprezentováno vydáním ústavy – konstituce – dokumentu, který nevykáže staré, ale ruší staré a konstituuje nové, co se přímo projevuje již v samotné preambuli k ústavě z roku 1791: "Není více ani šlechty ani pairů, ani dědičných rozdílů, ani stavovských rozdílů, ani feudálního režimu, ani vrchnostenských soudů, ani žádných titulů, pojmenování a výsad, které se z něj odvozovaly, ani žádného rytířského řádu, ani žádné z korporací a řádů, pro které se vyžadovaly důkazy šlechtictví nebo které předpokládaly rozdíly původu, ani žádné jiné přednosti než je přednost veřejných úředníků při výkonu jejich úřadů. Není více přednosti ani dědičnosti nějakého veřejného úřadu. Není více pro žádnou část národa ani pro žádného jednotlivce, žádné výsady ani výjimky ze všeobecného práva všech Francouzů. Není více cechů, ani korporací podle zaměstnání, umění a řemesel. Zákon neuznává více řeholní služby ani žádný jiný závazek, který by odporoval přirozeným právům nebo ústavě."
Roky 1789 až 1804 charakterizuje v právu a jeho systému spíše chaotické vydávání vhodných právních dokumentů, které částečně upravují určitou sféru "života" státu a lidí v něm. Na druhou stranu však vstupuje do práva mnoho novátorských prvků, které přinesla filozofie osvícenství a myšlenka přirozených práv, rovnosti lidí, svobody, které se úspěšně zakotvily již v Deklaraci práv člověka a občana na začátku revoluce.
Z hlediska právního systému lze obecně sledovat posun během všech bouřlivých let revoluce. Paradoxně se však ukázalo, že vláda fakticky neomezeného panovníka v podobě prvního konzula a později "císaře Francouzů" Napoleona vnesla do práva řád, zrychlila proces, který se v kvazidemokratických podmínkách revoluce nepodařilo pořádně zprovoznit. Po neúspěšných pokusech kodifikace se dostavilo ovoce revoluce v podobě velkých francouzských kodifikací a to především Code civil. Kodifikace měly uspořádat práva občana v jednom mateřském jazyce, na rozumu a přírodě založeném celku, což by nebylo možné bez systematického, pojmového a jazykového zjednodušení dochovaných právních materiálů přirozeného práva. Kodifikace však na druhou stranu nedosáhly svého cíle – nepřiblížily právo ve srozumitelné formě občanovi tak, aby sám našel v zákoníku řešení svého právního problému. 
Z hlediska Evropy a kontinentálního právního systému představují především kodifikace krok vpřed. Navzdory prvenství "Všeobecného soudního řádu" a "Všeobecného zemského práva v Prusku" vydaných Fridrichem II. Velkým a také přesto, že "občanský zákoník" Josefa II. V Rakousku byly vydány dříve než francouzský Code civil, možná právě Code civil lze považovat za kodex, kterým kontinentální Evropa zakončila období trvající od pádu Západořímské říše roku 476, období, ve kterém prostřednictvím církve, univerzit, renesance a recepce práva přetvořilo právo kmenové – obyčejové, které přinesly kmeny z Asie při stěhování národů.
Období Francouzské revoluce pro právní systém kontinentální tedy lze chápat jako posun k systematizování práva, posun směrem k lidu. Zákoníky, ať už rakouský nebo pruský, jsou významné, ale právě francouzský Code civil je zákoníkem, který se díky Napoleonovým válkám a bojechtivé politice rozšířil nejen po kontinentální Evropě, ale i v koloniálních zemích Afriky, Asie, Jižní i severní Ameriky a to nejen v koloniích Francie samotné, ale i v koloniích zemí Beneluxu, Itálie, Španělska a Portugalska a stále se používá nejen ve Francii v mírně pozměněné podobě, ale také v již zmíněných zemích, které i po osamostatnění se zpod moci Francie uvážily za rozumné dále používat "Code civil" jako svůj zákoník, zákoník obecného práva soukromého. Revoluční roky a změny v právu a právním systému ve Francii byly směrodatné pro další vývoj Evropy a kontinentálního práva jako takového.